# Katarische Fußballnationalmannschaft/Weltmeisterschaften
Der Artikel beinhaltet eine ausführliche Darstellung der katarischen Fußballnationalmannschaft bei Weltmeisterschaften und den Qualifikationen. Katar nahm 2022 erstmals – als automatisch qualifizierter Gastgeber – an der Endrunde teil. Zuvor scheiterte die Mannschaft immer in der Qualifikation, an der sie seit 1977 teilnimmt. Als erster Gastgeber einer Weltmeisterschaft schied die Mannschaft mit drei Niederlagen – davon eine als erster Gastgeber im Eröffnungsspiel – in der Vorrunde des Turniers aus.

## Überblick
| Jahr | Gastgeberland  | Teilnahme bis …    | Letzte(r) Gegner              | Ergebnis | Trainer       | Bemerkungen und Besonderheiten |
| ---- | -------------- | ------------------ | ----------------------------- | -------- | ------------- | --- |
| 1930 | Uruguay        | nicht teilgenommen |                               |          |               | Kein FIFA-Mitglied |
| 1934 | Italien        | nicht teilgenommen |                               |          |               | Kein FIFA-Mitglied |
| 1938 | Frankreich     | nicht teilgenommen |                               |          |               | Kein FIFA-Mitglied |
| 1950 | Brasilien      | nicht teilgenommen |                               |          |               | Kein FIFA-Mitglied |
| 1954 | Schweiz        | nicht teilgenommen |                               |          |               | Kein FIFA-Mitglied |
| 1958 | Schweden       | nicht teilgenommen |                               |          |               | Kein FIFA-Mitglied |
| 1962 | Chile          | nicht teilgenommen |                               |          |               | Kein FIFA-Mitglied |
| 1966 | England        | nicht teilgenommen |                               |          |               | Kein FIFA-Mitglied |
| 1970 | Mexiko         | nicht teilgenommen |                               |          |               | Kein FIFA-Mitglied |
| 1974 | Deutschland    | nicht teilgenommen |                               |          |               | |
| 1978 | Argentinien    | nicht qualifiziert |                               |          |               | In der Qualifikation in der 1. Runde an Kuwait und Bahrain gescheitert, die sich aber ebenfalls nicht qualifizieren konnten.                                                                                   |
| 1982 | Spanien        | nicht qualifiziert |                               |          |               | In der Qualifikation am Irak und Saudi-Arabien gescheitert, die sich aber auch nicht qualifizieren konnten |
| 1986 | Mexiko         | nicht qualifiziert |                               |          |               | In der Qualifikation in der ersten Runde am Irak gescheitert |
| 1990 | Italien        | nicht qualifiziert |                               |          |               | In der Qualifikation in der Asien-Endrunde als Gruppendritter ausgeschieden |
| 1994 | USA            | nicht qualifiziert |                               |          |               | In der Qualifikation in der ersten Runde an Nordkorea gescheitert |
| 1998 | Frankreich     | nicht qualifiziert |                               |          |               | In der Qualifikation in der zweiten Runde als Gruppenvierter ausgeschieden |
| 2002 | Südkorea/Japan | nicht qualifiziert |                               |          |               | In der Qualifikation in der zweiten Runde als Gruppenvierter ausgeschieden |
| 2006 | Deutschland    | nicht qualifiziert |                               |          |               | In der Qualifikation in der zweiten Runde als Gruppendritter ausgeschieden |
| 2010 | Südafrika      | nicht qualifiziert |                               |          |               | In der Qualifikation in der vierten Runde als Gruppenvierter ausgeschieden |
| 2014 | Brasilien      | nicht qualifiziert |                               |          |               | In der Qualifikation in der vierten Runde als Gruppenvierter ausgeschieden |
| 2018 | Russland       | nicht qualifiziert |                               |          |               | In der Qualifikation in der dritten Runde als Gruppenletzter ausgeschieden |
| 2022 | Katar          | Vorrunde           | Ecuador, Senegal, Niederlande | 32.      | Felix Sanchez | Als Gastgeber automatisch qualifiziert. Gegner bei der Endrunde waren Ecuador, Afrikameister Senegal und die Niederlande. Die Mannschaft schied als erster Gastgeber mit drei Niederlagen in der Vorrunde aus. |

## WM-Turniere

### Weltmeisterschaften 1930 bis 1974
Die Qatar Football Association trat erst 1970 der FIFA bei und konnte daher an den ersten WM-Turnieren nicht teilnehmen. Aber auch nach dem Beitritt verzichtete Katar zunächst auf die Teilnahme (1974).

### Weltmeisterschaft 1978
In der ersten Qualifikationsrunde konnte Katar, das nun erstmals teilnahm, in der ersten Runde bei einem Turnier in Katar den Heimvorteil nur im ersten Spiel gegen Bahrain nutzen und mit 2:0 gewinnen. Die drei anderen Spiele gegen Bahrain und Kuwait wurden verloren, so dass Katar als Gruppenletzter die zweite Runde verpasste.

### Weltmeisterschaft 1982
In der Qualifikation zur WM in Spanien verlor Katar gegen den Irak und Saudi-Arabien, so dass Siege gegen Bahrain und Syrien nicht reichten, um weiter zu kommen.

### Weltmeisterschaft 1986
In der Qualifikation für die zweite WM in Mexiko verlor Katar in der ersten Runde das erste Spiel gegen Jordanien mit 0:1, gewann dann mit 7:0 und 8:0 gegen den Libanon, der sich danach zurückzog. Danach wurden zwar auch die Heimspiele gegen den Irak und Jordanien gewonnen, durch eine Niederlage auf neutralem Platz gegen den Irak aber die nächste Runde verpasst.

### Weltmeisterschaft 1990
In der Qualifikation für die zweite WM in Italien konnte sich Katar in der 1. Gruppenphase gegen den Irak, Jordanien und den Oman mit drei Heimsiegen und drei Auswärtsremis durchsetzen. Bei der Asien-Endrunde reichte es bei einem Turnier in Singapur aber nur zum dritten Platz hinter Südkorea und den Vereinigten Arabischen Emiraten.

### Weltmeisterschaft 1994
In der Qualifikation für die WM in den USA belegte Katar in der ersten Runde bei Turnieren in Katar und Singapur den zweiten Platz hinter Nordkorea und verpasste damit die zweite Runde.

### Weltmeisterschaft 1998
In der Qualifikation für die zweite WM in Frankreich gelangen in der ersten Runde bei einem Turnier in Katar drei Siege gegen Sri Lanka, die Philippinen und Indien. In der zweiten Runde belegte Katar hinter Saudi-Arabien, dem Iran und China nur den vierten Platz und schied aus.

### Weltmeisterschaft 2002
Für die erste WM in Asien konnte sich Katar in der ersten Qualifikationsrunde gegen Palästina, Malaysia und Hongkong durchsetzten, wobei nur beim torlosen Remis in Malaysia ein Punkt abgegeben wurde. In der zweiten Runde belegte Katar hinter China, den Vereinigten Arabischen Emiraten und Usbekistan nur den vierten Platz und schied damit aus.

### Weltmeisterschaft 2006
In der Qualifikation für die zweite WM in Deutschland war Katar per Freilos direkt für die zweite Runde qualifiziert. Dort konnte sich Katar in der Gruppe 1 der Asien-Zone nicht gegen den Iran und Jordanien durchsetzen und nur Laos hinter sich lassen.

### Weltmeisterschaft 2010
In der Qualifikation für die erste WM in Afrika konnte sich Katar in der ersten Runde mit zwei Siegen gegen Sri Lanka durchsetzen und sich direkt für die dritte Runde qualifizieren. Hier gewann Katar beide Spiele gegen den Irak und in China, spielte daheim gegen China remis und verlor beide Spiele gegen Australien. Als Gruppenzweiter wurde aber die vierte Runde erreicht. Hier konnte Katar nur das erste Spiel gegen Usbekistan gewinnen und drei Punkte gegen Bahrain, Australien und Japan holen. Da die restlichen drei Spiele verloren wurden, schied Katar als Gruppenvierter aus.

### Weltmeisterschaft 2014
In der Qualifikation für die WM in Brasilien gewann Katar in der zweiten Runde daheim mit 3:0 gegen Vietnam und konnte eine 1:2-Auswärtsniederlage verkraften. In der dritten Qualifikations-Runde gewannen sie zweimal gegen Indonesien und spielten gegen den Iran und Bahrain je zweimal remis, womit sie als Gruppenzweite die vierte Runde erreichten. Hier konnten sie nur die beiden Spiele gegen den Libanon gewinnen und einen Punkt im Iran holen. Gegen Südkorea und Usbekistan wurde zweimal verloren, so dass Katar als Gruppenvierter ausschied.

### Weltmeisterschaft 2018
In der Qualifikation traf die Mannschaft in der zweiten Runde auf China, die Malediven, Bhutan und Hongkong. Katar gewann die ersten sieben Spiele – war damit für die nächste Runde qualifiziert – und verlor nur das letzte Spiel in China, wodurch sich auch die Chinesen für die dritte Runde qualifizierten. In der dritten Runde konnten sie nur die Heimspiele gegen Syrien und Südkorea gewinnen sowie einen Punkt in China holen. Damit schieden die als Gruppenletzte aus.

### Weltmeisterschaft 2022

Aufstellung im ersten WM-Spiel gegen Ecuador

Katar erhielt am 2. Dezember 2010 die Zusage für die Ausrichtung der WM-Endrunde und ist der erste Gastgeber, dessen Mannschaft sich zuvor nicht qualifizieren konnte. Bei der Endrunde war Katar einziger Neuling und traf im offiziellen Eröffnungsspiel auf Ecuador und verlor als erster Gastgeber ein Eröffnungsspiel (0:2). Weitere Gegner waren Afrikameister Senegal und die Niederlande. Gegen beide war zuvor noch nie gespielt worden; beide Partien endeten mit einer Niederlage Katars. Damit ist Katar auch der erste WM-Gastgeber, der mit drei Niederlagen in der Vorrunde aus dem Turnier ausschied.

### Weltmeisterschaft 2026
Für die erste WM in drei Ländern – Kanada, Mexiko und den USA – wurde die Zahl der Teilnehmer auf 48 erhöht und den asiatischen Mannschaften drei feste Plätze mehr zugestanden, so dass sich nun acht AFC-Mitglieder direkt qualifizieren können. Eine weitere asiatische Mannschaft nimmt am WM-Play-off-Turnier im März 2026 teil. Katar muss erst in der zweiten Runde in die Qualifikation einsteigen und trifft dort zwischen November 2023 und Juni 2024 in Hin- und Rückspielen auf Afghanistan, Indien und Kuwait. Gegen Afghanistan und Indien ist die Bilanz positiv, gegen den bisher häufigsten Gegner Kuwait negativ, wobei die letzte Niederlage 13 Jahre zurückliegt und danach drei Spiele ohne Gegentor gewonnen wurden.

## Spiele
| Alle WM-Spiele |            |             |          |          |   |                |                                                         |
| Nr.            | Datum      | Gegner      | Ergebnis | Anlass   |   | Austragungsort | Bemerkungen                                             |
| 1              | 21.11.2022 | Ecuador     | 0:2      | Vorrunde | H | al-Chaur       | Erste Niederlage eines WM-Gastgebers im Eröffnungsspiel |
| 2              | 25.11.2022 | Senegal     | 1:3      | Vorrunde | H | Doha           | Erstes Spiel gegen den Senegal                          |
| 3              | 29.11.2022 | Niederlande | 0:2      | Vorrunde | H | al-Chaur       | Erstes Spiel gegen die Niederlande                      |